# Rodman Cove
Rodman Cove, även benämnd Emma Cove, är en vik i Antarktis. Den ligger i Sydshetlandsöarna. Argentina, Chile och Storbritannien gör anspråk på området.